# Tacon (Bienne)
Der Tacon ist ein kleiner Fluss in Frankreich, der im Département Jura in der Region Bourgogne-Franche-Comté verläuft. Er entspringt im südöstlichen Gemeindegebiet von Les Bouchoux, entwässert generell Richtung Nordnordost durch den Regionalen Naturpark Haut-Jura und mündet nach rund 17 Kilometern im Gemeindegebiet von Saint-Claude als linker Nebenfluss in die Bienne.

## Orte am Fluss
(Reihenfolge in Fließrichtung)
- Les Collandrons, Gemeinde Les Bouchoux
- Les Bouchoux
- Tailla, Gemeinde Les Bouchoux
- Coiserette
- Coyrière
- Villard-Saint-Sauveur
- Saint-Claude

## Sehenswürdigkeiten
- Cascade du Moulin, Wasserfall des Flusses bei Les Bouchoux

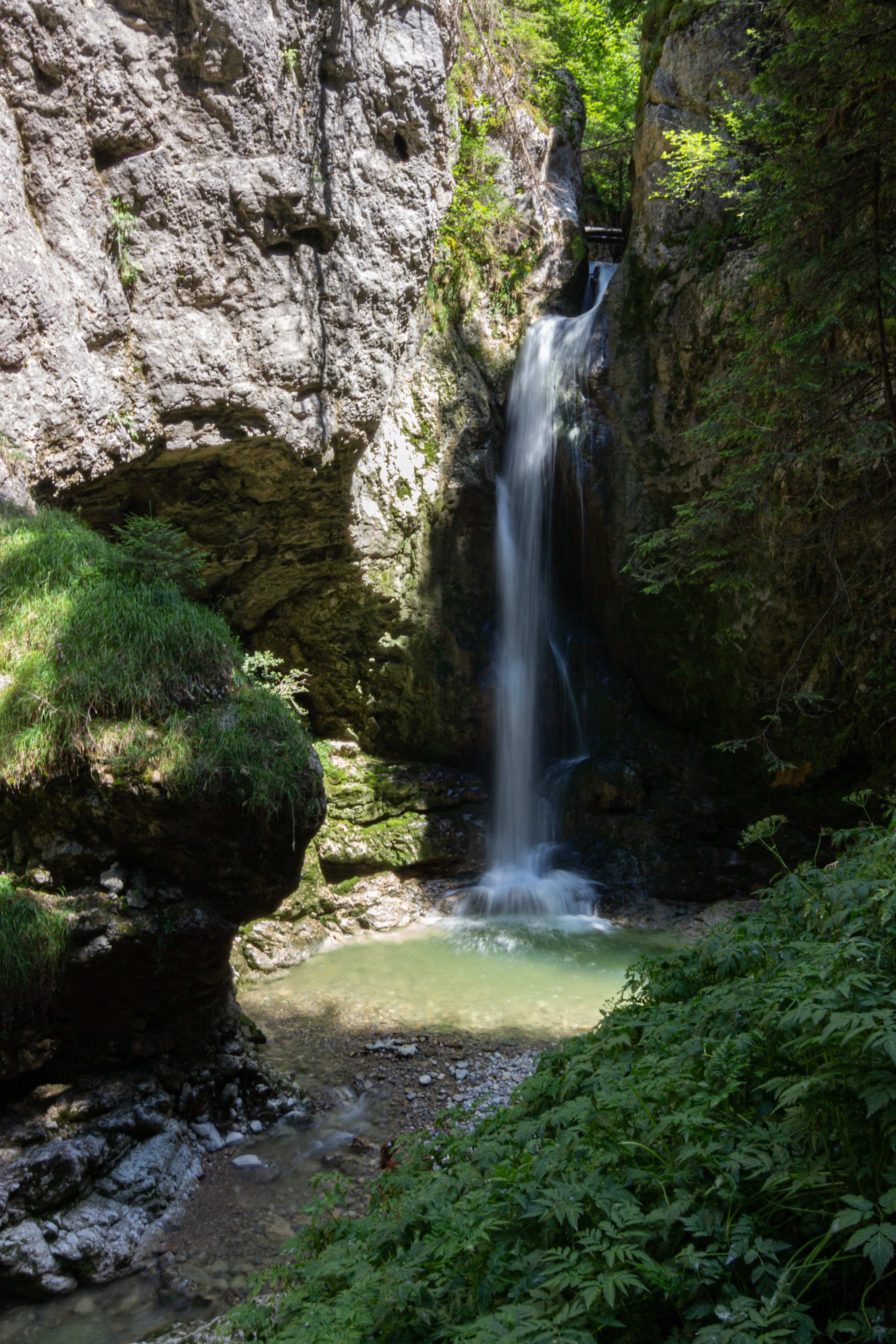
Cascade du Moulin